# サガナキ

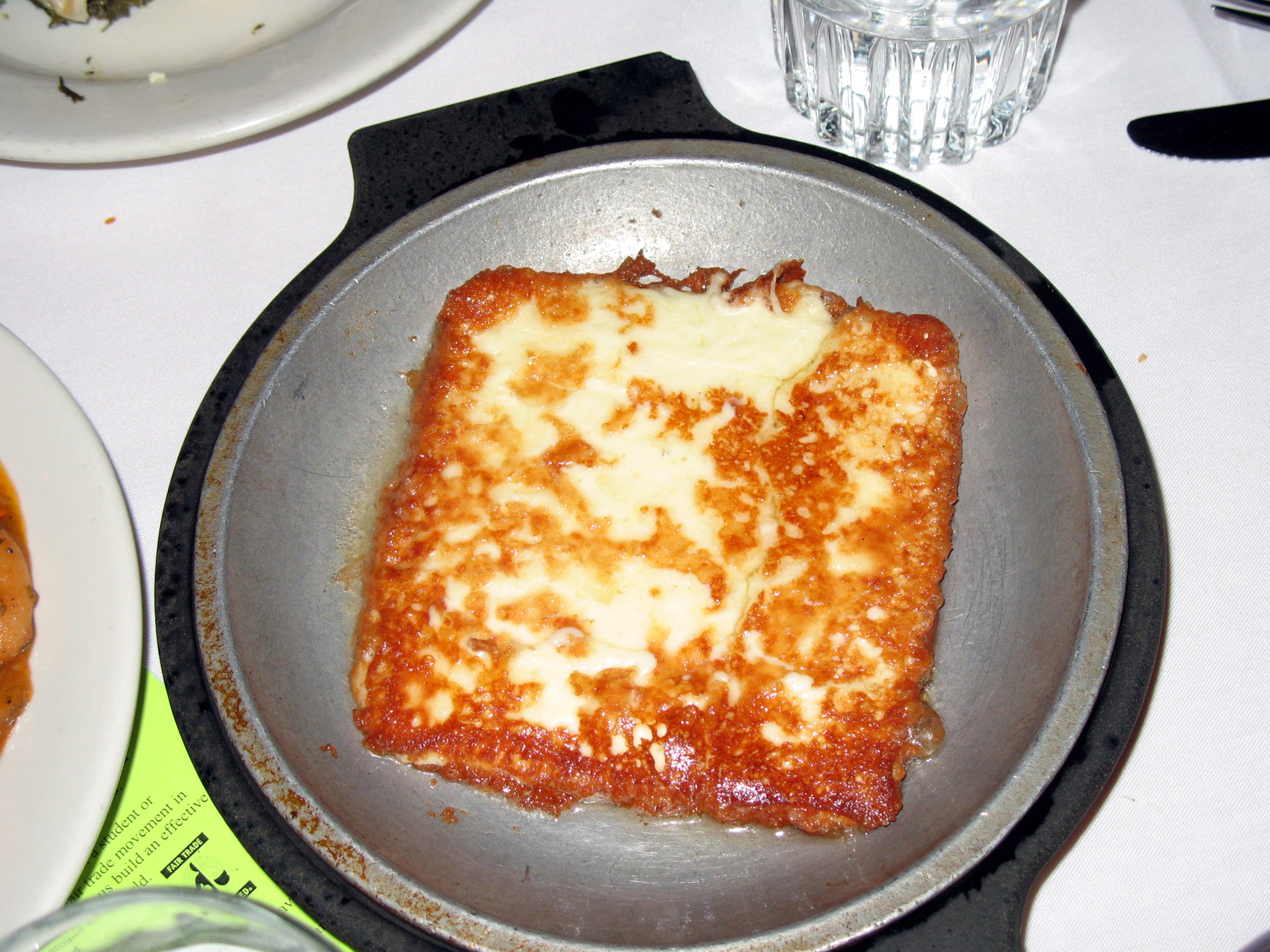
サガナキ

サガナキ（ギリシア語 σαγανάκι, 小さなフライパン）とは、チーズを油で焼いたギリシャのアペタイザーである。
チーズは、通常ケファログラヴィエラ (Kefalograviera) 、カセリ (Kasseri) 、ケファロティリ (Kefalotyri) 、またはヒツジの乳のフェタが使われる。この他、アラホバ (Arachova) ではフォルマエラ (Formaella), キプロスではハルーミも使われる。

## 調理・食べ方
小さなフライパンを熱し、チーズを泡立つまで溶かして、レモン果汁とコショウで味付けして供する。パンと共に食べる。
アメリカ合衆国、カナダ、およびオーストラリアのレストランでは、焼いた後にテーブルで「オーパ!」 (Opa!) のかけ声と共にフランベする場合もある。その後、レモン果汁を搾ってフランベの炎を消す。このスタイルはシカゴのグリークタウン（ギリシャ人街）のレストラン、ザ・パーセノン (The Parthenon) で1960年代に始められたと伝えられている。
この料理の他にも、一人前のフライパンで調理される料理を「サガナキ」と呼ぶことがあり、「小エビのサガナキ」 (γαρίδες σαγανάκι), 「ムール貝のサガナキ」(μύδια σαγανάκι) 等があり、通常フェタをベースとし、辛いトマトソースで調理する。

## 語源
サガナキ (saganaki) は、取っ手の二つついたフライパンを意味するサガニ (sagani) の縮小辞であり、サガニはトルコ語のサハン (sahan) に由来する。